# Pseudophoxinus anatolicus
Pseudophoxinus anatolicus är en fiskart som först beskrevs av Hankó 1925.  Pseudophoxinus anatolicus ingår i släktet Pseudophoxinus och familjen karpfiskar. IUCN kategoriserar arten globalt som starkt hotad. Inga underarter finns listade i Catalogue of Life.